# Кавазо-дель-Томба
Кавазо-дель-Томба (італ. Cavaso del Tomba, вен. Cavaxo del Tonba) — муніципалітет в Італії, у регіоні Венето,  провінція Тревізо.
Кавазо-дель-Томба розташоване на відстані близько 450 км на північ від Рима, 60 км на північний захід від Венеції, 36 км на північний захід від Тревізо.
Населення — 2989 осіб (2014).
Щорічний фестиваль відбувається 21 листопада. Покровитель — Madonna della Salute.

## Демографія
Населення за роками:

Станом на 1 січня 2023 року в муніципалітеті офіційно проживало 257 іноземців з 28 країн, серед них 28 громадян країн Євросоюзу та 5 громадян України.

## Сусідні муніципалітети
- Алано-ді-П'яве
- Кастелькукко
- Монфумо
- Педеробба
- Поссаньо